# Union List of Artist Names
Lista ULAN (Union List of Artist Names) este o bază de date gratuită online a Institutului de Cercetări Getty folosind un vocabular controlat, care până în 2018 conține peste 300.000 de artiști și peste 720.000 de nume pentru ei, precum și alte informații despre artiști. Numele din ULAN pot cuprinde nume, pseudonime, variante de scriere, nume în mai multe limbi și nume care s-au schimbat în timp (de exemplu, nume după căsătorie). Printre aceste nume, unul este marcat ca nume preferat.
Deși este afișat ca listă, ULAN este structurat ca un glosar, conform standardelor ISO și NISO pentru construirea tezaurului; conține relații ierarhice, echivalente și asociative.
Fiecare înregistrare ULAN este un artist. În baza de date, fiecare înregistrare a artistului (numită și subiect) este identificată printr-un cod numeric unic. Este dată naționalitatea artistului, precum și locurile și datele de naștere și de deces (dacă sunt cunoscute). Legate de fiecare înregistrare a artistului sunt numele, artiștii apropiați, sursele pentru date și notele. Acoperirea temporală a ULAN variază de la Antichitate până în prezent, iar domeniul de aplicare este global.

## Legături externe
- Union List of Artist Names Online
- About the Getty Vocabularies Arhivat în 20 iulie 2010, la Wayback Machine.
- About ULAN
- Getty Vocabulary Editorial Guidelines The editorial guidelines for the AAT, ULAN, and TGN contain rules and guidelines intended for use by the editors of the Getty Vocabulary Program using the in-house editorial system, VCS (Vocabulary Coordination System). Contributors to the Getty Vocabularies and implementers of the licensed vocabulary data may consult these guidelines as well.
- Training materials and presentations created by the Getty Vocabulary Program The documents on this page include presentations and other training materials for the Getty Thesaurus of Geographic Names (TGN), the Union List of Artist Names (ULAN), the Art & Architecture Thesaurus (AAT), Cataloging Cultural Objects (CCO), Categories for the Description of Works of Art (CDWA), and standards in general.